# Resolució 2141 del Consell de Seguretat de les Nacions Unides
La Resolució 2141 del Consell de Seguretat de les Nacions Unides fou adoptada per unanimitat el 5 de març de 2014. El Consell va ampliar el grup d'experts establert per la Resolució 1874 (2009) per supervisar la implementació de sancions contra Corea del Nord per tretze mesos fins al 5 d'abril de 2015.
Ja en 1992 es va arribar a un acord sobre la congelació del programa nuclear de Corea del Nord. A principis del segle xxi, però, el país va entrar en conflicte amb els Estats Units, qui el va incloure en l'anomenat Eix del Mal. Corea del Nord va reprendre aleshores el desenvolupament d'armes nuclears i míssils balístics. A l'octubre de 2006 el país va realitzar una primera prova nuclear, seguida el maig de 2009 per una segona. Posteriorment, es van imposar sancions contra el país. Al desembre de 2012, el país va llançar amb èxit un coet amb un satèl·lit artificial i, per tant, va violar les sancions que prohibien al país desenvolupar tecnologia nuclear i de míssils. El Consell de Seguretat va decidir imposar-li sancions més estrictes. Com a resposta, Corea del Nord va dur a terme una nova prova nuclear al febrer de 2013.